# Glandage
Glandage é uma comuna francesa na região administrativa de Auvérnia-Ródano-Alpes, no departamento de Drôme. Estende-se por uma área de 52,11 km². Em 2010 a comuna tinha 118 habitantes (densidade: 2,3 hab./km²).